# Чарторийські (шляхтичі)
Чарторийські (пол. Czartoryiski) — шляхетські роди.

## Гербу Любич
Представлені в Ломжинській землі, Руському воєводстві. Одні з них називались пол. Borytowie, інші пол. Santkowie, треті пол. Bartkowie.

### Представники
- Станіслав — секретар Стефана Баторія
  - Якуб — ловчий островський, осів у ВКЛ
  - Войцех
  - Ян
  - Мацей — всі 3 як ломжинські земяни згадані 1607 року
- Валентій, Якуб підписали 1697 року вибір королем Августа ІІ

## Гербу Стариконь
За К. Несецьким, були представлені в Руському воєводстві, за часів Папроцького жили 3 рідні брати, військовики, пізніше — Станіслав на Витановичах (пол. Witanowicach) згаданий 1705 року.